# Lynn Arnold
Hon. Rev. Lynn Maurice Ferguson Arnold, AO (* 27. Januar 1949) ist ein australischer Geistlicher der Anglican Church of Australia und früherer Politiker der Australian Labor Party (ALP), der unter anderem von 1979 bis 1994 Mitglied des South Australian House of Assembly war, zahlreiche Ministerämter bekleidete sowie zwischen 1992 und 1993 Premierminister von South Australia war. Nach seinem Ausscheiden aus der Politik bekleidete er verschiedene Funktionen in Organisationen und empfing 2014 seine Weihe zum Priester der Anglican Church of Australia.

## Leben

### Lehrer, Abgeordneter und Minister

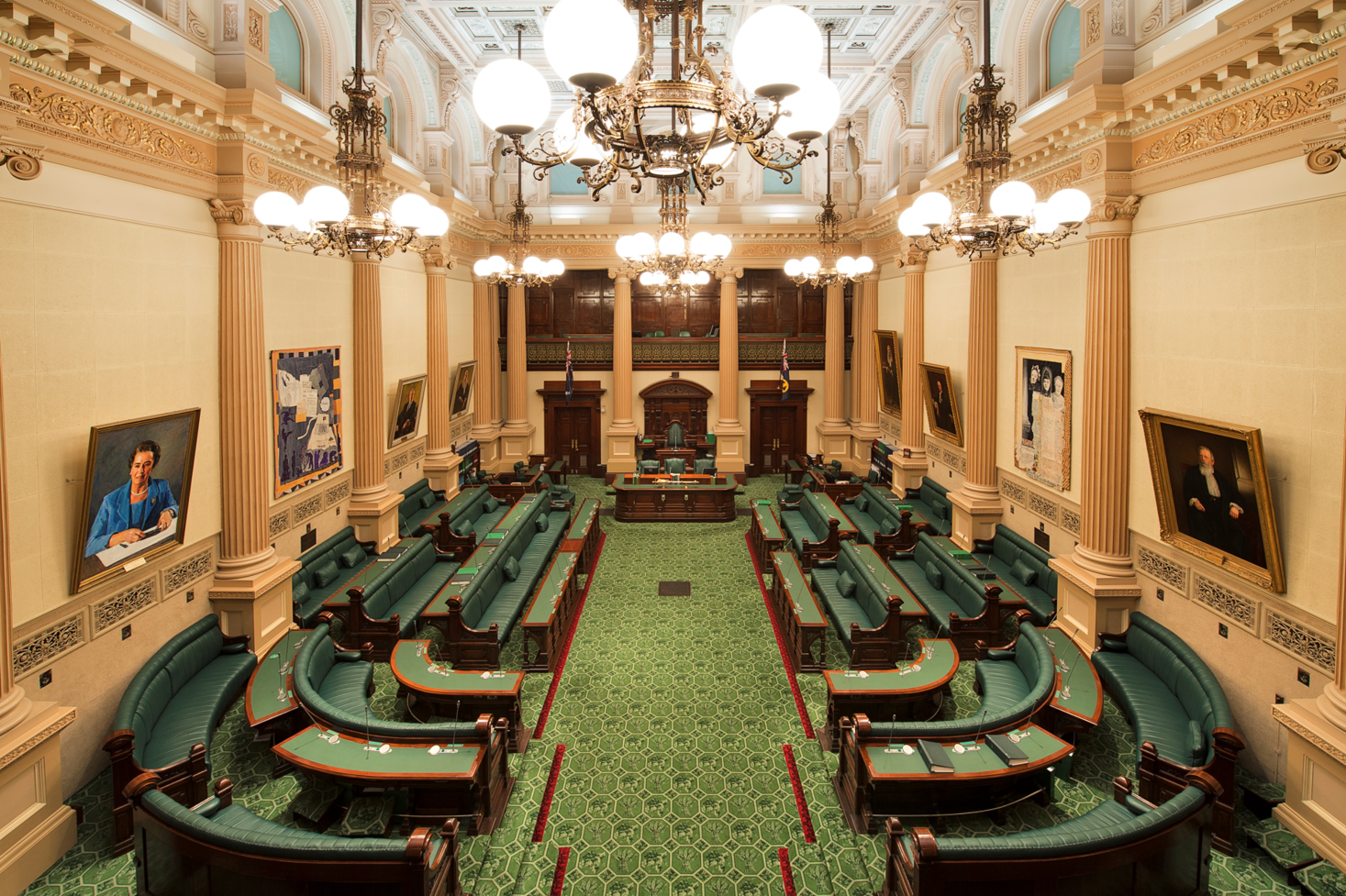
Arnold war von 1979 bis 1994 Mitglied der South Australian House of Assembly gewählt, des Unterhauses des Parlaments von South Australia.

Lynn Maurice Ferguson Arnold war nach einem Studium als Lehrer tätig. Bei der Wahl am 15. September 1979 wurde er für die Australian Labour Party im Wahlkreis Salisbury als Nachfolger seiner Parteifreundes Reg Groth erstmals zum Mitglied der South Australian House of Assembly gewählt, des Unterhauses des Parlaments von South Australia, und vertrat diesen Wahlkreis bis zu dessen Auflösung am 6. Dezember 1985. Nach dem Wahlsieg der Labor Party bei den Wahlen am 6. November 1982 wurde er in die Regierung von Premierminister John Bannon berufen und bekleidete in dieser zunächst vom 10. November 1982 bis zum 28. August 1986 das Amt als Technologieminister (Minister for Technology), zwischen dem 10. November 1982 und dem 18. Dezember 1985 als Bildungsminister (Minister of Education), vom 6. Juni bis zum 18. Dezember 1985 als Minister für Kinderdienste (Minister of Children’s Services) sowie ferner zwischen dem 16. Juli und dem 18. Dezember 1985 in Personalunion noch als Minister für Beschäftigung (Minister of Employment) und als Beigeordneter Minister beim Minister für staatliche Entwicklung (Minister Assisting the Minister of State Development).
Bei der Wahl am 7. Dezember 1985 wurde Arnold im neu geschaffenen Wahlkreis Ramsay wieder zum Mitglied der Legislativversammlung gewählt und vertrat diesen Wahlkreis bis zur Wahl am 11. Dezember 1993, woraufhin sein Parteifreund und spätere Premier Mike Rann diesen Wahlkreis übernahm. Im Zuge einer Umbildung der Regierung von Premier Bannon war er zwischen dem 18. Dezember 1985 und dem 20. April 1989 Minister für Beschäftigung und Weiterbildung (Minister of Employment and Further Education) sowie zugleich vom 18. Dezember 1985 und dem 28. August 1986 erst Minister für staatliche Entwicklung (Minister of State Development) beziehungsweise im Anschluss zwischen dem 28. August 1986 und dem 14. Dezember 1989 Minister für staatliche Entwicklung und Technologie (Minister of State Development and Technology). Im Rahmen einer weiteren Kabinettsumbildung übernahm er in der Regierung Bannon in Personalunion zeitgleich vom 20. April 1989 bis zum 4. September 1992 die Ämter als Landwirtschaftsminister (Minister of Agriculture), als Fischereiminister (Minister of Fisheries) sowie als Minister für ethnische Angelegenheiten (Minister of Ethnic Affairs) und ferner zwischen dem 14. Dezember 1989 und dem 4. September 1992 als Minister für Industrie, Handel und Technologie (Minister of Industry, Trade and Technology).

### Premierminister von South Australia, Parteivorsitzender und Geistlicher der Anglican Church

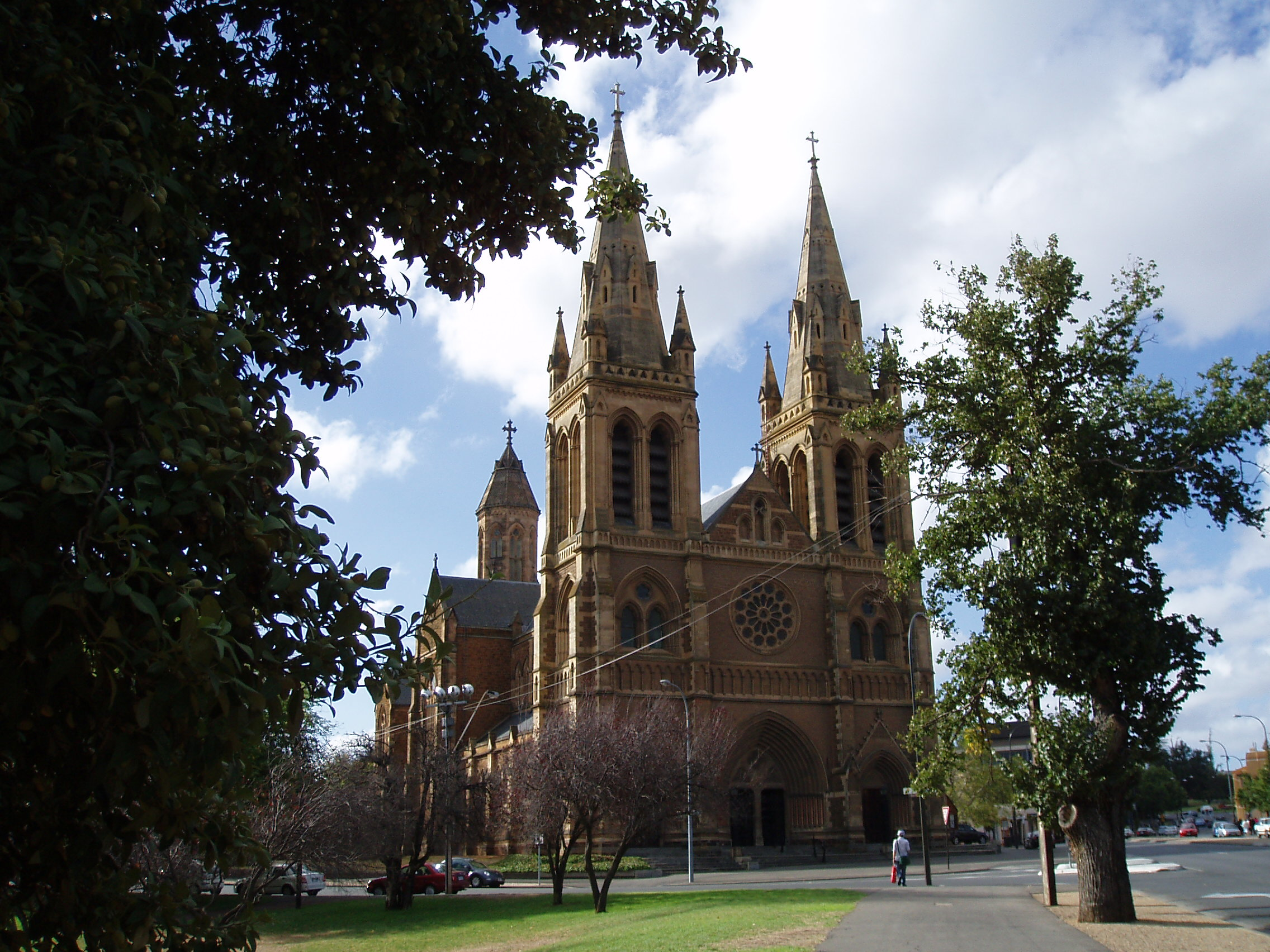
Lynn Arnold empfing im Dezember 2014 seine Weihe zum Priester der Anglican Church of Australia und ist seither als Hilfspriester der St Peter’s Cathedral in Adelaide tätig.

Nach dem Rücktritt von Premier John Bannon am 4. September 1992 übernahm Lynn Arnold von diesem schließlich selbst die Funktion als Vorsitzender der South Australian Labor Party und das Amt als Premierminister von South Australia. In seiner bis zum 14. Dezember 1993 amtierenden Regierung war er anfangs bis zum 1. Oktober 1992 weiterhin Landwirtschaftsminister, Fischereiminister, Minister für ethnische Angelegenheiten und Minister für Industrie, Handel und Technologie. Darüber hinaus war er vom 4. September bis zum 1. Oktober 1992 abermals Minister für staatliche Entwicklung sowie daraufhin zwischen dem 1. Oktober 1992 und dem 14. Dezember 1993 sowohl Minister für multikulturelle und ethnische Angelegenheiten (Minister of Multicultural and Ethnic Affairs) als auch Minister für wirtschaftliche Entwicklung (Minister of Economic Development). Die politischen Folgen des Zusammenbruchs der State Bank of South Australia, die bereits zum Rücktritt von Premier Bannon geführt hatten, machten es der Labor Party praktisch unmöglich, die Regierung zu behalten.
Bei der Wahl am 11. Dezember 1993 erlitt die Labour Party eine empfindliche Niederlage gegen die Liberal Party of Australia. Dabei verlor sie 13 ihrer bislang 23 Parlamentssitze, während die Liberalen 15 Mandate hinzugewann und nunmehr mit 37 der 47 Sitze in der Legislativversammlung über eine deutliche absolute Mehrheit verfügte. Daraufhin wurde der bisherige Oppositionsführer Dean Brown am 14. Dezember 1993 neuer Premier wurde. Arnold selbst, der bei dieser Wahl am 11. Dezember 1993 im neu geschaffenen Wahlkreis Taylor wiederum zum Mitglied der South Australian House of Assembly gewählt wurde, übernahm die Funktion als Oppositionsführer. In dem von ihm geführten Schattenkabinett seiner Partei fungierte er zudem zwischen dem 14. Dezember 1993 und dem 20. September 1994 zugleich als Schatten-Minister für multikulturelle und ethnische Angelegenheiten sowie als auch Schatten-Minister für wirtschaftliche Entwicklung. Am 26. Mai 1994 wurde ihm der Höflichkeitstitel The Honourable verliehen. Am 20. September 1994 trat er jedoch als Vorsitzender der Labour Party sowie als Oppositionsführer zurück, woraufhin Mike Rann ihm in beiden Funktionen folgte. Am darauf folgenden 21. September 1994 verzichtete er auch auf sein Mandat in der Legislativversammlung, woraufhin seine Parteifreundin Trish White bei einer Nachwahl am 5. November 1994 im Wahlkreis Taylor zu seiner Nachfolgerin gewählt wurde.
Daraufhin zog sich Lynn Arnold aus dem politischen Leben zurück und schloss eine Promotion zum Doctor of Philosophy (Ph.D.) im Fach Soziolinguistik an der University of Adelaide ab. 1997 wurde er Chief Executive Officer (CEO) von World Vision Australien, einer christlichen Nichtregierungsorganisation mit Schwerpunkten in der Entwicklungszusammenarbeit, der Katastrophenhilfe und der „entwicklungspolitischen Anwaltschaftsarbeit“ mit Sitz in Melbourne. Er bekleidete diese Funktion bis 2003. Für seine Verdienste wurde ihm am 1. Januar 2001 anlässlich des 100-jährigen Bestehens des Australischen Bundes die Centenary Medal verliehen. Für den Dienst an der Gemeinschaft durch das südaustralische Parlament als Premierminister und durch eine Reihe von Ressortverantwortungen sowie international durch die Bereiche Entwicklung und humanitäre Hilfe wurde er am 14. Juni 2004 zum Officer des Order of Australia (AO) ernannt. Er war zwischen 2008 und 2014 CEO von Anglicare Care South Australia, der zu Anglicare Australia gehörende Verband für gemeinnützige Dienste, der in jeder Diözese der Anglikanischen Kirche Australiens vorhanden ist, und unter dem viele anglikanische Gemeinschaftsdienstleistungsagenturen operieren. Er empfing im Dezember 2014 die Weihe zum Priester der Anglican Church of Australia und ist seither als Hilfspriester der St Peter’s Cathedral in Adelaide tätig.

## Veröffentlichungen
- Nigeria-Biafra. A reading into the problems and peculiarities of the conflict, Mitherausgeber Mok Chiu Yu, Adelaide University Pacifist Society, Adelaide 1968
- Hòa Biǹh. The third force and struggle for peace in Vietnam a report by four Australian university students who recently visited South Vietnam,  Aquarius Editorial Committee of Melbourne University War Resisters’ International for the Federal Pacifist Council, Melbourne 1970

## Hintergrundliteratur
- Parliament of South Australia: Statistical Record of the Legislature 1836–2007 (Memento vom 11. März 2019 im Internet Archive)
- Robert Martin: Responsible Government in South Australia, Band 2, Wakefield Press, 2009, ISBN 978-1-8625-4-8442, S. 83 f. (Onlineversion (Auszug))